# Glas naroda
"Glas naroda" je hrvatska humoristična serija redatelja Dražena Žarkovića. Snimanje serije počelo je 18. kolovoza 2014., a emitiranje u rujnu 2014.

## Radnja
Načelnik Mate Gugić, nezavršene srednje škole, želi učiniti nešto po čemu će ga stanovnici sela pamtiti. Razmišlja hoće li izgraditi nogometni stadion u mjestu koje nema nogometnu momčad, toplice za staru majku, bez obzira na to što termalnih izvora nema nigdje u blizini, ili bazen za suprugu, iako nitko od mještana ne zna plivati.

## Glumačka postava
| Glumac           | Lik             |
| ---------------- | --------------- |
| Draško Zidar     | Mate Gugić      |
| Mirela Brekalo   | Cvita Gugić     |
| Marijana Mikulić | Tereza Gugić    |
| Roko Sikavica    | Gojko Gugić     |
| Damir Poljičak   | službenik Ćurić |
| Frano Mašković   | Mario Pokuda    |